# Elizabeth Philpot
Elizabeth Philpot, född 5 juli 1779, död 1857, var en brittisk fossilsamlare och paleontolog. Hon samlade fossil längs kusten vid Lyme Regis i Dorset. Hon var välkänd i dåtida geologiska kretsar och konsuluterades av ledande forskare som William Buckland och Louis Agassiz. Hon var särskilt känd för sin förmåga att identifiera fossilfiskar, och samarbetade ofta med Mary Anning.